# Josef Vejtruba
Josef Vejtruba (6. března 1852 Poděbrady – ????) byl český elektrotechnik, podnikatel a optik, zakladatel firmy J. Vejtruba, první ústav na stavbu hromosvodů, telefonů a telegrafů v Praze, která se zaměřovala na prodej, opravu a výrobu telefonů a telegrafů, stejně jako na stavbu telefonních a telegrafních sítí.

## Život

### Mládí
Narodil se v Poděbradech do kalvinistické rodiny Antonína a Kristýny Vejtrubových. Vyučil se optikem ve Vídni. Roku 1878 založil v Praze firmu s názvem J. Vejtruba, ústav na stavbu hromosvodů a telegrafů, uváděný jako první elektrotechnický koncesiovaný elektrozávod v Praze. Ten se mimo jiné zabývala rovněž výrobou a prodejem optických zařízení: dalekohledů, divadelních kukátek atd.
Firma se patrně roku 1882 podílela na vzniku první telefonní centrály v Praze, v tzv. Richtrově domě na Malém staroměstském náměstí č. 459. Tu zřídila společnost Pražské podnikatelství pro telefony vedená Janem Palackým. V prvních dnech sloužila centrála pouhým 10–13 majitelům telefonů, po několika měsících však již jich bylo 98. Zrušena byla v rámci centralizace pražského vedení do budovy hlavní pošty v Jindřišské ulici roku 1902. Firma zde udávala jedno ze svých sídel a prodejnu. Vedle instalace hromosvodů se spolu s pražskou firmou firmy Allmer & Zöllinger podílela na budování prvních telegrafních a telefonních sítí v Praze.
Jeho bratr Karel Vejtruba starší vlastnil tovární závod na hromosvody v Královské ulici v pražském Karlíně. Bratři spolu vedli konkurenční spory.
Josef Votruba se věnoval vedení firmy, rovněž byl autorem publikací o teorii optiky, zrakových vadách či technologie hromosvodů. Posléze předal řízení firmy nejstaršímu synovi Josefovi mladšímu. Okolo roku 1913 se odstěhoval z Prahy.

### Rodinný život
Josef Votruba se 30. března 1869 oženil s Rosalií Růžičkovou, se kterou počali sny Josefa a Rudolfa, a dceru Růženu Kristinu. Starší Josef posléze vedl rodinnou firmu. Mladší Rudolf se okolo roku 1900 věnoval závodní cyklistice.